# Stephanie (日本女藝人)
斯蒂芬妮·野野下·托帕里恩（英語：Stephanie Nonoshita Topalian，1987年8月5日—），藝名Stephanie（ステファニー），日裔美籍女歌手，現居東京。

## 生平
斯蒂芬妮·托帕里恩出生於洛杉矶。父親是美籍亚美尼亚人，母親是山口县出身的日本人。因為练得五个高八度的音域，受到注目而被發掘。同模特兒太田莉菜及歌手矢住夏菜關係友好。当Stephanie在日本电视台的音乐战士 MUSIC FIGHTER节目中的「新入战士」单元进行演出时，太田作为推荐人出现并且送上VTR预祝演出成功。
受到歌手克里斯蒂娜·阿奎莱拉的影响，立志成为歌手，并尝试为自己的单曲填词（在JASRAC登记的填词人姓名是STEPHANIE），最初是和矢住夏菜一起为自己的单曲填词。从第三张单曲〈Winter Gold〉开始，即独力负责作词。
13歲の頃に音楽プロデューサーのJoe Rinoieにデモビデオテープ（shelaの「sepia」を歌唱する内容が『Music Station』に出演した際に公開された）を送付する。同時期に独学でボイストレーニングを始め、声域を拡大することに成功する。
14歲時搬遷至東京都。
2007年、首張單曲發行。
2007年12月30日，凭借，获得第49回日本唱片大賞的最佳新人奖。
2008年1月30日，单曲〈朋友〉首次入围Oricon週間单曲销售TOP10。
2008年3月5日，首张个人大碟、同名专辑发售。
2008年3月10日，一条由香莉原作的漫画《Pride 邁向榮耀之路》（2009年1月17日上映）的真人电影版启用Stephanie出演女主角麻見史緒。
2015年上半年，與其他五名歌手組成Genealogy代表亞美尼亞出席2015年歐洲歌唱大賽, 並且成功進入決賽。

## 音樂作品

### 單曲
1. （2007年5月30日發售／SECL-505）
  - 東京電視台系動畫「星界死者之書」片尾曲（ED1）
2. （2007年8月29日發售／SECL-528）
  - 東京電視台系動畫「星界死者之書」片尾曲（ED2）
3. （2007年12月12日發售／SECL-548）
  - 初回限定盤購入者対象ライブ招待IDナンバー入りフライヤー封入
4. （2008年1月30日發售／SECL-594）
  - 初回限定盤“機動戰士GUNDAM 00”』オリジナル書き下ろしイラスト付キャップ仕様・キャラクターID卡（ティエリア）封入
  - ：MBS・TBS系動畫“機動戰士GUNDAM 00”片尾曲2(ED2)
5. （2008年7月23日發售／SECL-668）
6. Pride〜A Part of Me〜 feat.SRM（2009年1月14日发售／SECL-740（DVD付初回限定盘）、742（通常盘））
7. FUTURE（2009年4月29日发售/SECL-718）

### 专辑
1. 同名专辑Stephanie（2008年3月5日发售／SECL-621（CD+DVD 初回限定盘）、SCEL-623（CD盘））
  - 初回限定盘：四首单曲的PV DVD收录。
2. Colors of my Voice（2009年6月17日发售/SECL-752~753（CD+DVD 初回限定盘）、SCEL-754（通常盘））

## 活动
- 记录Stephanie所参加的各种活动
  - 初ライブ（オフィシャルサイト応募での完全招待制）
  - 2007年6月13日：シェラトン・グランデ・トーキョーベイ・ホテル クリスタルチャペル
  - 2007年6月14日：リーガロイヤルホテル大阪 ザクリスタルチャペル
- mora presentsスペシャルライブ 9月活动「中村中×Stephanie」
  - 初の一般招待制ライブ、與中村中共演。
  - 2007年9月4日：東京都内
- Stephanie Winter Gold发售纪念特别演出
  - 仅限单曲Winter Gold初回限定盘购入者参加
  - 2008年1月26日：東京都内
  - 2008年1月27日：大阪府内
- MUV RINOIE PRESENTS Stephanie & 矢住夏菜 バレンタインライヴ
  - 与矢住夏菜一同演出
  - 2008年2月14日：恵比寿LIVE GATE TOKYO
- 个人Live@渋谷DUO
  - 首次个人Live
  - 2009年2月15日：Shibuya DUO -Music Exchange-
- 机器人之魂2009“春之陣”
  - 以机器人动画片尾曲「朋友」参与。
  - 2009年4月29日：Zepp Tokyo

## 演出

### 電影
- 《Pride 邁向榮耀之路》飾演 麻見史緒（主演）

### 電視節目
- MUSIC JAPAN（NHK，2007年6月15日・9月28日）
- 月刊MelodiX!（東京電視台，2007年8月25日・2008年1月26日）
- 音時間（東京電視台，2007年9月25日）
- HEY!HEY!HEY!MUSIC CHAMP（富士電視台，2007年12月3日）
- ショーパン（富士電視台，2007年12月11日）
- 第49回 日本唱片大賞（TBS，2007年12月30日）
- 音乐战士 MUSIC FIGHTER（日本电视台、2008年2月1日）

### 電台節目
- HotStuff extra feat.ステファニー（e-radio、2007年9月29日）

## 外部連結
- （日語）SME RECORDS官方網頁
- （日語）所属事务所官方网页（页面存档备份，存于）
- （日語）ステファニーのFUNNYな一日（页面存档备份，存于） 2009年4月29日～
- （日語）Stephanie's blog 2007年5月29日～2009年4月28日